# Liste der Biografien/Noo
Liste der Biografien |
Portal Biografien |
Personensuche
# |
A |
B |
C |
D |
E |
F |
G |
H |
I |
J |
K |
L |
M |
N |
O |
P |
Q |
R |
S |
T |
U |
V |
W |
X |
Y |
Z |
?
 
Na |
Nb |
Nc |
Nd |
Ne |
Nf |
Ng |
Nh |
Ni |
Nj |
Nk |
Nl |
Nm |
Nn |
No |
Nr |
Ns |
Nt |
Nu |
Nv |
Nw |
Nx |
Ny |
Nz
 
Noa |
Nob |
Noc |
Nod |
Noe |
Nof |
Nog |
Noh |
Noi |
Noj |
Nok |
Nol |
Nom |
Non |
Noo |
Nop |
Nor |
Nos |
Not |
Nou |
Nov |
Now |
Nox |
Noy |
Noz
Die Liste der Biografien führt alle Personen auf, die in der deutschsprachigen Wikipedia einen Artikel haben. Dieses ist eine Teilliste mit 116 Einträgen von Personen, deren Namen mit den Buchstaben „Noo“ beginnt.

## Noo

### Noob
- Noob, John (* 1969), deutsch-kanadischer Eishockeyspieler

### Nood
- Noode, Steve (* 2005), kamerunischer Fußballspieler
- Noodt, Eberhard (1922–2005), deutscher Marineoffizier, Chef des Stabes des NATO-Kommandos AFNORTH
- Noodt, Gerhard (1647–1725), niederländischer Jurist
- Noodt, Johannes (1781–1851), deutscher Kunsthändler und Auktionator
- Noodt, Mika (* 2000), deutscher Triathlet
- Noodt, Valentin Anton (1787–1861), deutscher Offizier in den Befreiungskriegen und evangelisch-lutherischer Geistlicher

### Nooh
- Nooh al-Kaddo (* 1953), Leiter des Islamic Cultural Centre of Ireland

### Nooi
- Nooij, Sylvia (1984–2017), niederländische Fußballspielerin
- Nooijen, Lieke (* 2001), niederländischer Radrennfahrerin
- Nooijer, Teun de (* 1976), niederländischer Hockeyspieler
- Nooitmeer, Sharon (* 1999), niederländische Handballspielerin

### Nook
- Nooke, Günter (* 1959), deutscher Politiker (Bündnis 90, CDU), DDR-Bürgerrechtler, MdV, MdL, MdBGünter Nooke (* 1959)

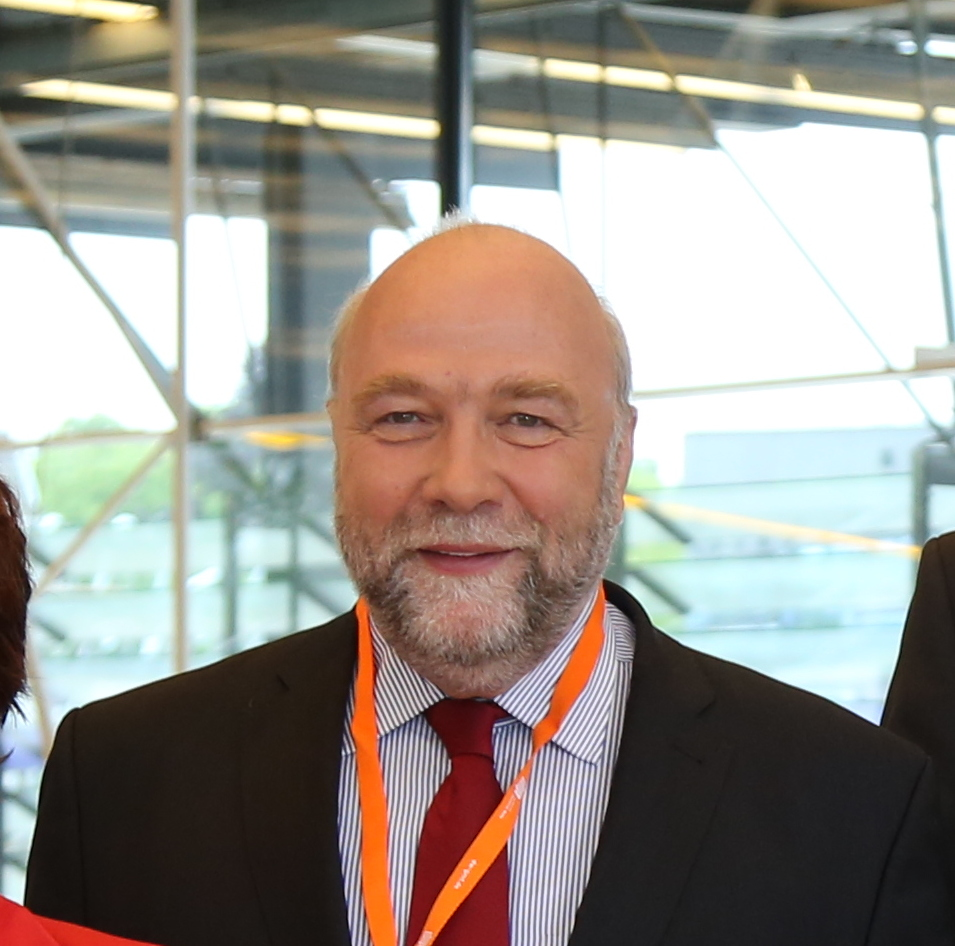
Günter Nooke (* 1959)

- Nooke, Maria (* 1958), deutsche Soziologin

### Nool
- Nool, Erki (* 1970), estnischer Leichtathlet, Politiker, Mitglied des Riigikogu und Funktionär
- Nool, Robin (* 1998), estnischer Stabhochspringer

### Noom
- Noom, Miranda (* 1973), niederländische Fußballspielerin
- Noom, Orla (* 1985), niederländische Squashspielerin
- Noomen, Jeroen (* 1966), niederländischer Schachspieler
- Noomen, Willem (1923–2014), niederländischer Romanist und Mediävist
- Noomi, biblische Person, Schwiegermutter RutsNoomi

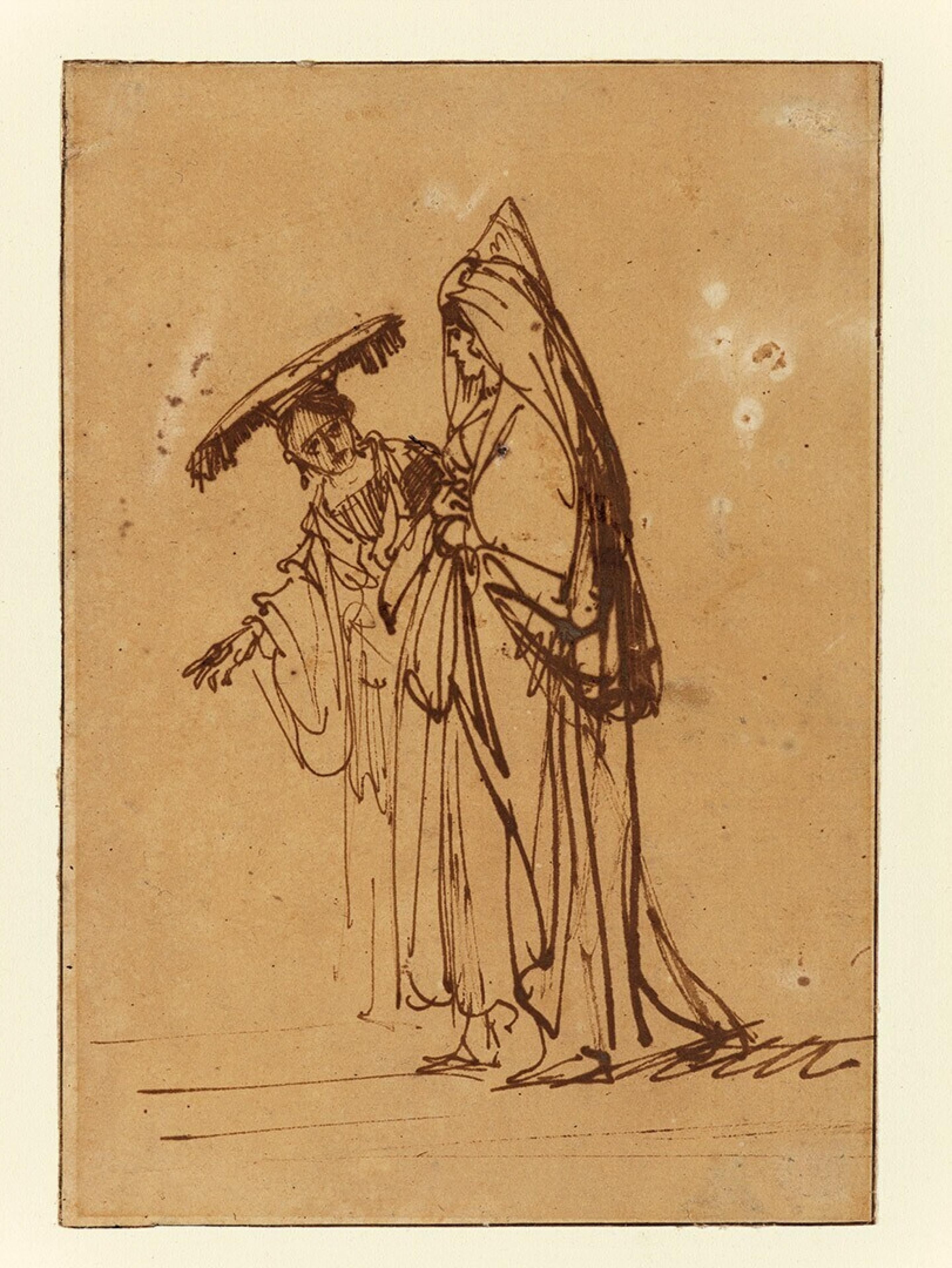
Noomi

### Noon
- Noon, David (* 1946), US-amerikanischer Komponist und Musikpädagoge
- Noon, Gulam Noon, Baron (1936–2015), britischer Geschäftsmann, Mitglied des House of Lords
- Noon, Jeff (* 1957), britischer Schriftsteller, Theaterautor, Maler und Musiker
- Noon, Malik Feroz Khan (1893–1970), pakistanischer Politiker
- Noona, Sangah, US-amerikanische Pianistin und Youtuberin
- Noonan, Brian (* 1965), US-amerikanischer Eishockeyspieler
- Noonan, Chris (* 1952), australischer Filmregisseur und Drehbuchautor
- Noonan, Daniel (* 1979), australischer Ruderer
- Noonan, Edward Thomas (1861–1923), US-amerikanischer Politiker
- Noonan, George H. (1828–1907), US-amerikanischer Politiker
- Noonan, Jacqueline (1928–2020), US-amerikanische Kinderkardiologin
- Noonan, John Ford (1943–2018), US-amerikanischer Schauspieler und Drehbuchautor
- Noonan, John Gerard (* 1951), irisch-US-amerikanischer Geistlicher, Bischof von Orlando
- Noonan, Malcolm (* 1966), irischer Politiker
- Noonan, Michael (* 1943), irischer Politiker
- Noonan, Michael (* 2008), irischer Fußballspieler
- Noonan, Michael J. (1935–2013), irischer Politiker
- Noonan, Michael K., irischer Politiker
- Noonan, Peggy (* 1950), US-amerikanische Autorin und Kolumnistin
- Noonan, Saoirse (* 1999), irische Fußballspielerin
- Noonan, Tom (* 1951), US-amerikanischer Schauspieler, Regisseur und Drehbuchautor
- Noonan, Tommy (1921–1968), US-amerikanischer Schauspieler, Komödiant, Drehbuchautor und Regisseur
- Noone, Jimmie (1895–1944), US-amerikanischer Klarinettist
- Noone, Nora-Jane (* 1984), irische Schauspielerin
- Noone, Peter (* 1947), britischer Popsänger, Schauspieler und ModeratorPeter Noone (* 1947)

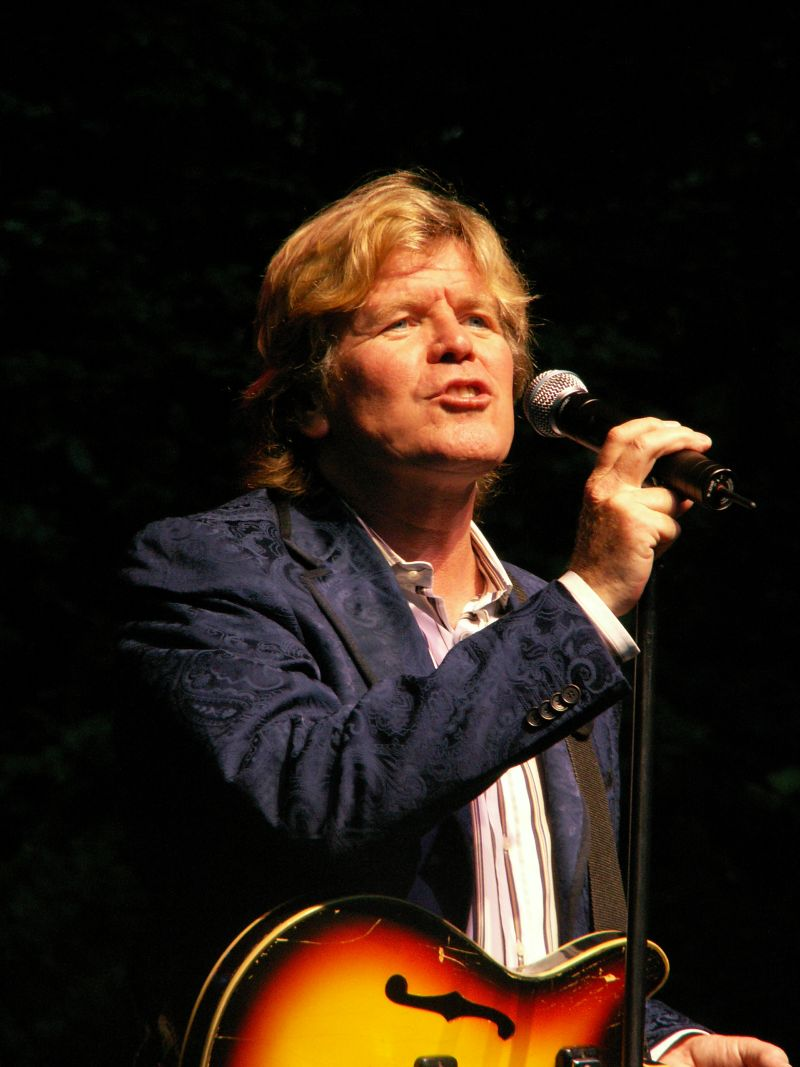
Peter Noone (* 1947)

- Noone, Timothy Brian (* 1957), US-amerikanischer Philosoph
- Nooni, Hanna (* 1984), schwedische Tennisspielerin

### Noop
- Noopila, Mikko (* 1977), finnischer Basketballspieler

### Noor
- Noor Imran, Mohd (* 1985), malaysischer Sprinter
- Noor Jehan (1926–2000), indisch-pakistanische Sängerin, Schauspielerin und Regisseurin
- Noor Zahi, Sha Mahmood (* 1991), afghanischer Sprinter
- Noor, Abhar Ali (* 1993), afghanischer Fußballspieler
- Noor, Afiq (* 1993), singapurischer Fußballspieler
- Noor, Ahmad Noor (* 1937), afghanischer Diplomat und Politiker
- Noor, Altamasch (* 1990), deutscher SchauspielerAltamasch Noor (* 1990)

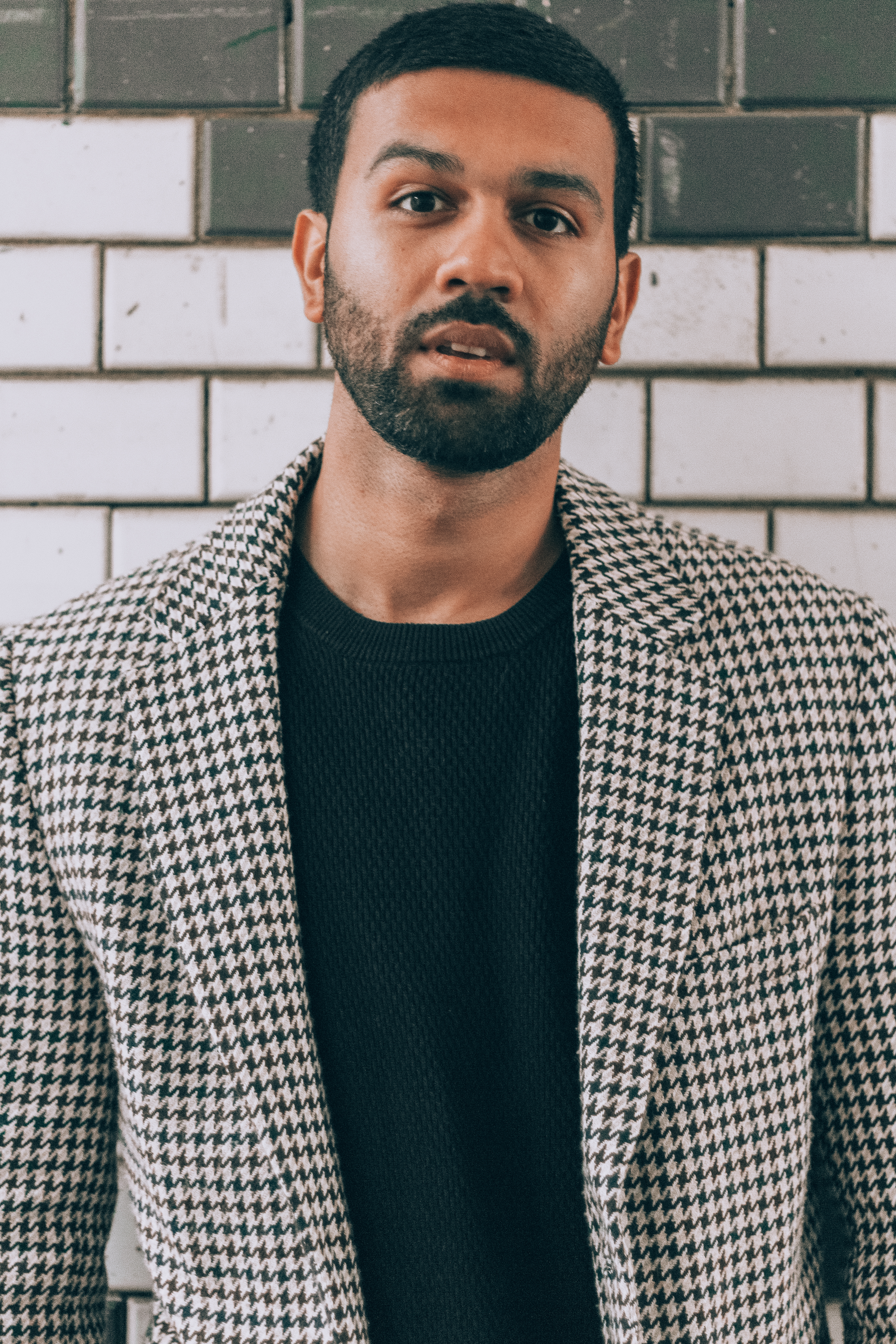
Altamasch Noor (* 1990)

- Noor, Atta Mohammad, afghanischer Gouverneur
- Noor, Emily (* 1971), niederländische Tischtennisspielerin
- Noor, Farshad (* 1994), niederländisch-afghanischer Fußballspieler
- Noor, Ilhan (* 2002), singapurischer Fußballspieler
- Noor, Ilse (* 1941), deutsch-malaysische Grafikerin
- Noor, Khalida Inayat (* 1946), pakistanische Mathematikerin und Hochschullehrerin
- Noor, Mohamed, US-amerikanischer Evolutionsbiologe und Genetiker
- Noor, Seyed Ali Mousavi (* 2006), iranischer Karate-Athlet
- Noorbergen, Katrina (* 1985), australische Singer-Songwriterin
- Noorda, Bob (1927–2010), niederländisch-italienischer Grafikdesigner
- Noorda, Raymond (1924–2006), amerikanischer Netzwerkpionier und Geschäftsmann
- Noordeloos, Machiel Evert (* 1949), niederländischer Mykologe, Spezialist für Rötlinge und andere Blätterpilze
- Noorden, Carl von (1833–1883), deutscher Historiker
- Noorden, Carl von (1858–1944), deutscher Internist und Diabetologe
- Noorden, Werner von (1860–1945), deutscher Internist
- Noordenbos, Willem (1910–1990), niederländischer Neurochirurg
- Noordergraaf, Arie (* 1950), niederländischer Politiker der Staatkundig Gereformeerde Partij (SGP)
- Noordhuis, Nadje (* 1977), australische Jazzmusikerin
- Noordijk, Piet (1932–2011), niederländischer Jazz-Saxophonist
- Noordin, Jawairiah (* 1990), malaysische Tennisspielerin
- Noordmans, Oepke (1871–1956), niederländischer Theologe und reformierter Prediger
- Noordt, Anthoni van († 1675), niederländischer Organist und Komponist
- Noordtzij, Arie (1871–1944), niederländischer reformierter Theologe
- Noorduyn, Els van (* 1946), niederländische Kugelstoßerin
- Noorduyn, Robert (1893–1959), niederländischer Entwickler und Hersteller von Flugzeugen
- Noordzij, Gerrit (1931–2022), niederländischer Schriftgestalter
- Noordzij, Peter Matthias (* 1961), niederländischer Schriftgestalter und Typograf
- Nooren, Henk (* 1954), niederländischer Springreiter und Trainer
- Noorhaizam, Syukri (* 1999), singapurischer Fußballspieler
- Noori Hamedani, Hossein (* 1925), iranischer Großajatollah
- Noori, Anton (* 1975), österreichischer Schauspieler mit iranischen WurzelnAnton Noori (* 1975)

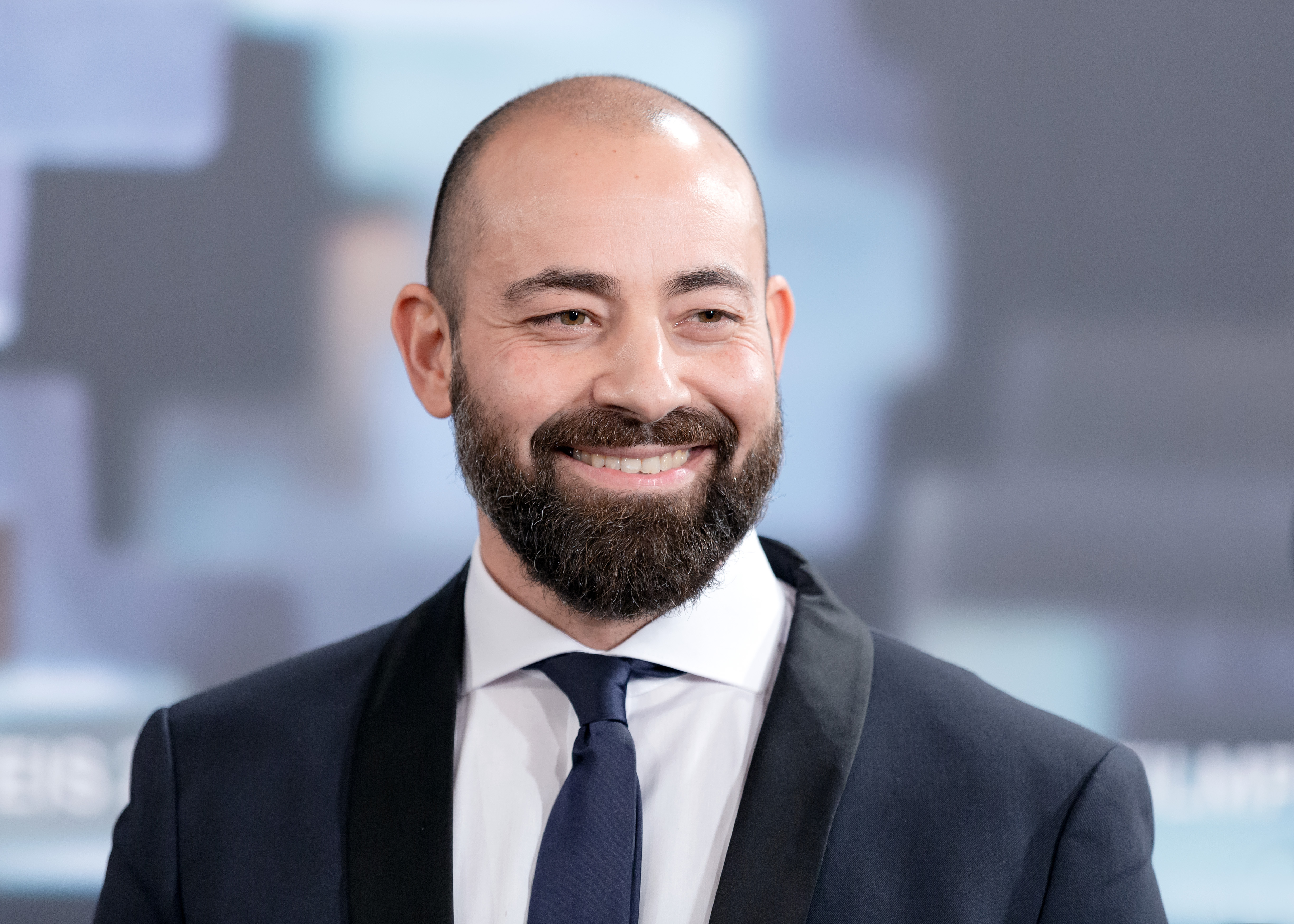
Anton Noori (* 1975)

- Noori, Mariam (* 1987), deutsche investigative Journalistin und Filmemacherin
- Noorlander, Seda (* 1974), niederländische Tennisspielerin
- Noorlein, Orm (1917–1942), estnischer Fußballspieler
- Noorma, Anu (* 1961), estnische Physikerin und Professorin
- Noormann, Harry (* 1948), deutscher evangelischer Religionspädagoge und Hochschullehrer
- Noort, Adam van (1562–1641), flämischer Maler
- Noort, Ae-Ri (* 1983), niederländische Ruderin
- Noort, Edward (* 1944), niederländischer reformierter Alttestamentler
- Noort, Julia op ten (1910–1996), niederländische nationalsozialistische Aktivistin
- Noort, Olivier van (1558–1627), niederländischer Seefahrer
- Noort, Saskia (* 1967), niederländische Krimiautorin
- Noortwyck, Edmund (1890–1954), deutscher Jurist, Verwaltungsbeamter und Politiker
- Noortwyck, Franz Josef (1767–1788), deutscher Miniaturmaler
- Noorzai, Abdul Wahid (* 1993), afghanischer Fußballspieler
- Noorzai, Bashir, afghanischer Drogenbaron
- Noorzai, Kubra (1932–1986), afghanische Politikerin

### Noot
- Noot, Christian (1783–1859), deutscher Politiker
- Noot, Hendrik van der († 1827), belgischer Rechtsanwalt
- Noot, Jan van der (1539–1595), flämischer Dichter
- Noot, Jan Willem (1708–1770), preußischer Zollbeseher und Vater von Aletta Haniel
- Noot, Reinhard (1726–1809), Bürgermeister von Elberfeld
- Nooteboom, Cees (* 1933), niederländischer SchriftstellerCees Nooteboom (* 1933)

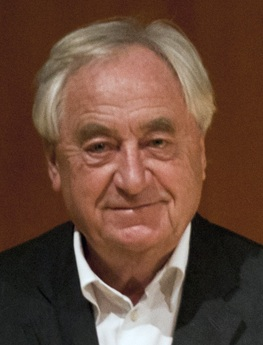
Cees Nooteboom (* 1933)

- Nooter, Jan (1922–1997), niederländischer mennonitischer Theologe und Kirchenlieddichter
- Nooth, James (1743–1814), englischer Chirurg

### Nooy
- Nooy, Bep (1893–1976), niederländische Schauspielerin
- Nooy, Beppie (1919–1979), niederländische Schauspielerin, Regisseurin und Bühnenmanagerin
- Nooy, Meike de (* 1983), niederländische Wasserballspielerin
- Nooyer, Felice de, niederländische Badmintonspielerin
- Nooyi, Indra (* 1955), indisch-amerikanische Managerin, CEO der PepsiCo, Inc.